# Mesoschubertella
Mesoschubertella es un género de foraminífero bentónico de la subfamilia Schubertellinae, de la familia Schubertellidae, de la superfamilia Fusulinoidea, del suborden Fusulinina y del orden Fusulinida. Su especie tipo es Mesoschubertella thompsoni. Su rango cronoestratigráfico abarca Cisuraliense (Pérmico inferior).

## Discusión
Clasificaciones más recientes incluyen Mesoschubertella en la superfamilia Schubertelloidea, y en la subclase Fusulinana de la clase Fusulinata.

## Clasificación
Mesoschubertella incluye a las siguientes especies:
- Mesoschubertella akiyoshiensis †
- Mesoschubertella asiatica †
- Mesoschubertella attenuata †
- Mesoschubertella crassitheca †
- Mesoschubertella decora †
- Mesoschubertella exquisita †
- Mesoschubertella gigantea †
- Mesoschubertella inflataeformis †
- Mesoschubertella jilinensis †
- Mesoschubertella lubrica †
- Mesoschubertella mormalis †
- Mesoschubertella oblonga †
- Mesoschubertella quasimelonica †
- Mesoschubertella sakagamii †
- Mesoschubertella shaanxiensis †
- Mesoschubertella shimadaniensis †
- Mesoschubertella sphaerica †
- Mesoschubertella thompsoni †